# Argelès-sur-Mer
Argelès-sur-Mer (Catalan: Argelers de la Marenda hoặc simply Argelers) là một xã thuộc tỉnh Pyrénées-Orientales trong vùng Occitanie phía nam Pháp. Xã này nằm ở khu vực có độ cao trung bình 16 mét trên mực nước biển.
Argelès-sur-Mer nằm ở duyên hải của Côte Vermeille tại chân dãy núi Albères, gần biên giới với Tây Ban Nha. Argelès-sur-Mer có 7 km bờ biển cát rộng với các hoạt động du lịch.